# Bayog, Zamboanga del Sur
Bayog là một đô thị cấp ba ở tỉnh Zamboanga del Sur, Philippines.

## Các đơn vị hành chính
Bayog is subdivided into 29 khu phố (barangay).
| - Baking - Balukbahan - Balumbunan - Bantal - Bubuan - Camp Blessing - Canoayan - Conacon - Dagum - Damit - Datagan - Depase - Dipili - Depore | - Deporehan - Dimalinao - Kahayagan - Kanipaan - Lamare - Liba - Mataga - Matin-ao - Matun-og - Pangi (San Isidro) - Poblacion - Pulang Bato - Salawagan - Sigacad - Supon |